# ذيل (ملابس)

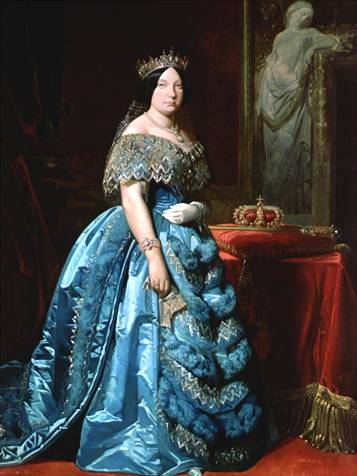
الملكة أليزابيث الثانية ترتدي فستان بذيل في القرن التاسع عشر الميلادي.

الذيل هو القطعة الخلفية الممتدة من التنورة أو الفستان وغالباً ما يكون ملاصقاً للأرض ومنفصلاً عن التنورة أو الفستان ويستخدم بكثرة في فساتين الزفاف.